# Współpraca Rady Ministrów z Sejmem i Senatem w sprawach Unii Europejskiej
Współpraca Rady Ministrów z Sejmem i Senatem w sprawach Unii Europejskiej – ogół działań związanych z relacjami między rządem i parlamentem związanych ze stanowieniem prawa Unii Europejskiej, tworzenia prawa polskiego wykonującego prawo UE, opiniowania kandydatów na niektóre stanowiska UE, wnoszenia przez Sejm i Senat skarg do Trybunału Sprawiedliwości UE.  

## Podstawa prawna
Zasady współpracy zostały określone w ustawie z dnia 8 października 2010 r. o współpracy Rady Ministrów z Sejmem i Senatem w sprawach związanych z członkostwem Rzeczypospolitej Polskiej w Unii Europejskiej, zwanej ustawą kooperacyjną. Weszła w życie 13 listopada 2011, zastępując ustawę z 11 marca 2004 o tym samym tytule. Uchwalenie ustawy kooperacyjnej było konieczne ze względu na ratyfikację przez Polskę Traktatu z Lizbony, w celu dostosowania pracy parlamentu i rządu w sprawach unijnych. 
Współpracę w tym obszarze regulują również regulaminy Sejmu i Senatu.

## Współpraca w dziedzinie stanowienia prawa
Ustawa z dnia 8 października 2010 oraz Traktat o funkcjonowaniu Unii Europejskiej, Traktat o Unii Europejskiej dokładnie określają zasady współpracy w dziedzinie stanowienia prawa. Jednym z obowiązków Rady Ministrów jest informowanie Parlamentu, nie rzadziej niż 6 miesięcy o udziale Polski w pracach Unii Europejskiej oraz przedstawienie na żądanie Sejmu i Senatu informacji o sprawie związanej z członkostwem Rzeczypospolitej Polskiej w Unii Europejskiej. Ważnym punktem we współpracy Rady Ministrów i Parlamentu jest art. 6, w którym istotne jest z punktu widzenia efektywności i dobrej współpracy przekazywanie własnego stanowiska Rady Ministrów wraz z uzasadnieniem w sprawach projektów aktów prawnych. Przedstawianie tych informacji jest niezbędne ze względu na wykonywanie przez Sejm obowiązków w zakresie stanowienia prawa UE. Odnosi się to do konieczności wyrażenia opinii przez organy Sejmu, tj. Komisję do Spraw UE.

## Tworzenie prawa polskiego wykonującego prawo Unii Europejskiej
Podstawą prawną tworzenia prawa polskiego wykonującego prawo Unii Europejskiej są ustawa kooperacyjna oraz postanowieniami regulaminów Sejmu i Senatu. Regulamin Sejmu zawiera specjalny rozdział pt. „Postępowanie z projektami ustaw wykonujących prawo Unii Europejskiej”, Regulamin Senatu nie zawiera oddzielnego rozdziału na temat prawa UE, w tym przypadku trzeba powoływać się na Konstytucję, art. 119- 122.
Zgłoszenie projektów ustaw wykonujących prawo UE zobowiązana jest Rada Ministrów na podstawie art. 11 ust 1 ustawy kooperacyjnej. Sejm zgodnie z Regulaminem rozpoczyna wprowadzanie prawa UE. Tryb postępowania przewiduje trzy etapy.
- komisja przystępuje do prac nad projektem ustawy wprowadzającej prawo UE. Zobowiązana jest do opracowania harmonogramu pracy nad projektem.
- poprawki do projektu może zgłosić grupa co najmniej 3 posłów
- przyjęcie wniosku o odrzucenie projektu następuje bezwzględną większością głosów.

Senat postępuje zgodnie z art. 121 ust 2, Senat w ciągu 30 dni od dnia przekazania ustawy może ją przyjąć bez zmian, uchwalić poprawki albo uchwalić odrzucenie jej w całości. Jeżeli Senat w ciągu 30 dni od dnia przekazania ustawy nie podejmie stosownej uchwały, ustawę uznaje się za uchwaloną w brzmieniu przyjętym przez Sejm.
Rola prezydenta w procesie legislacyjnym jest ustanowiona w Konstytucji Rzeczypospolitej Polskiej z dnia 2 kwietnia 1997 roku. Prezydent na mocy art. 118 ma prawo inicjatywy ustawodawczej. Na mocy art. 122 ust.3 Prezydent może przed podpisaniem ustawy wystąpić do Trybunału Konstytucyjnego.
Prezydent ma także prawo weta zawieszające proces legislacyjny. Weto Prezydenta może obalić Sejm powtórnie uchwalając ustawę 3/5 głosów w obecności co najmniej połowy ustawowej liczby posłów. Po wstąpieniu Polski do UE rola Prezydenta zmienia się. Zgodnie z art. 294 ust. 2 Traktatu o funkcjonowaniu Unii Europejskiej Komisja Europejska ma inicjatywę ustawodawczą, Komisja przedkłada projekt Parlamentowi Europejskiemu i Radzie. W Parlamencie Europejskim i Radzie Unii Europejskiej powstają akty regulujące prawo Unii. W tym przypadku Prezydent traci inicjatywę ustawodawczą w procesie legislacyjnym. Prezydent zostaje również pozbawiony prawa weta, może skierować ustawę do Trybunału Konstytucyjnego, który orzeka o zgodności rozporządzeń unijnych z Konstytucją. Ponieważ po wstąpieniu do Unii Europejskiej, parlament przyjął ustawę regulującą proces współdziałania rządu i prezydenta w sprawach prawa unijnego.

## Opiniowanie kandydatów na niektóre stanowiska w Unii Europejskiej
Organem parlamentarnym uprawnionym do opiniowania kandydatów na niektóre stanowiska w Unii Europejskiej jest Komisja do spraw Unii Europejskiej. Zgodnie z art. 19 ustawy kooperacyjnej opiniowaniu takiemu podlegają kandydatury na stanowiska:
- członka Komisji Europejskiej,
- członka Trybunału Obrachunkowego,
- sędziego Trybunału Sprawiedliwości Unii Europejskiej,
- rzecznika generalnego Trybunału Sprawiedliwości Unii Europejskiej,
- członka Komitetu Ekonomiczno-Społecznego,
- członka Komitetu Regionów,
- dyrektora w Europejskim Banku Inwestycyjnym,
- Stałego Przedstawiciela Rzeczypospolitej Polskiej przy Unii Europejskiej.

Propozycje Kandydatur na wyżej wymienione stanowiska przedkłada Rada Ministrów, a Komisja do spraw UE może wyrazić opinię w ciągu 21 dni. Rada Ministrów nie może mianować kandydata przed upływem wyznaczonego terminu na wyrażenie opinii, chyba że opinia została wyrażona wcześniej. W razie nieuwzględnienia takiej opinii, Rada Ministrów przekazuje informację o mianowaniu kandydata Komisji do spraw Unii Europejskiej wraz z podaniem przyczyn nieuwzględnienia takiej opinii.

## Wnoszenie skarg do Trybunału Sprawiedliwości Unii Europejskiej
Ustawa z dnia 8 października 2010 r. oraz traktat lizboński dokładnie określają zasady współpracy w zakresie wnoszenia przez Parlament skarg do Trybunału Sprawiedliwości Unii Europejskiej. Według traktatu lizbońskiego parlamenty narodowe mogą wnosić skargi do Trybunału Sprawiedliwości UE w sprawie naruszenia przez akt ustawodawczy zasady pomocniczości, według której UE może realizować tylko te zadania, które nie mogą być skutecznie zrealizowane na poziomie państw członkowskich. Poprzez akt ustawodawczy rozumie się wnioski Komisji, inicjatywy grupy państw członkowskich, inicjatywy Parlamentu Europejskiego, wnioski Trybunału Sprawiedliwości, zalecenia Europejskiego Banku Centralnego i wnioski Europejskiego Banku Inwestycyjnego mające na celu przyjęcie aktu ustawodawczego. Prawo wnoszenia skargi przysługuje parlamentowi lub izbie tego parlamentu. Na podstawie art. 148cd Regulaminu Sejmu to Komisja do spraw Unii Europejskiej lub grupa co najmniej 15 posłów może wnieść projekt uchwały w sprawie wniesienia skargi do Trybunału. Zgodnie z art. 17 ustawy kooperacyjnej po otrzymaniu od Marszałka Sejmu lub od Marszałka Senatu uchwały, Prezes Rady Ministrów zobowiązany jest wnieść skargę do Trybunału Sprawiedliwości wraz z pełnomocnictwem do reprezentowania odpowiednio Sejmu lub Senatu w postępowaniu przed Trybunałem. O cofnięciu takiej skargi mogą zdecydować odpowiednio Sejm lub Senat.